# Rhabarberkuchen

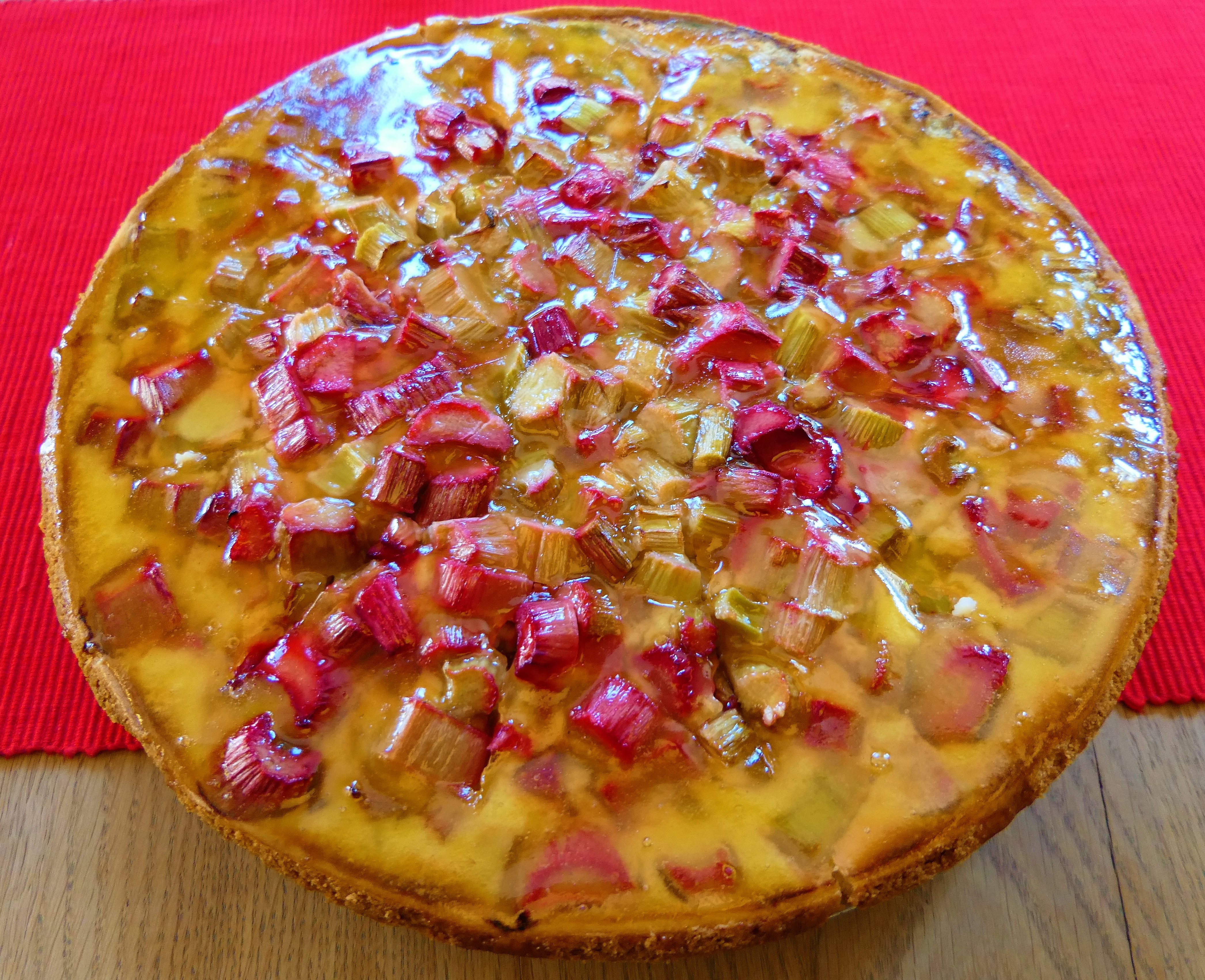
Rhabarberkuchen in der Region Stuttgart

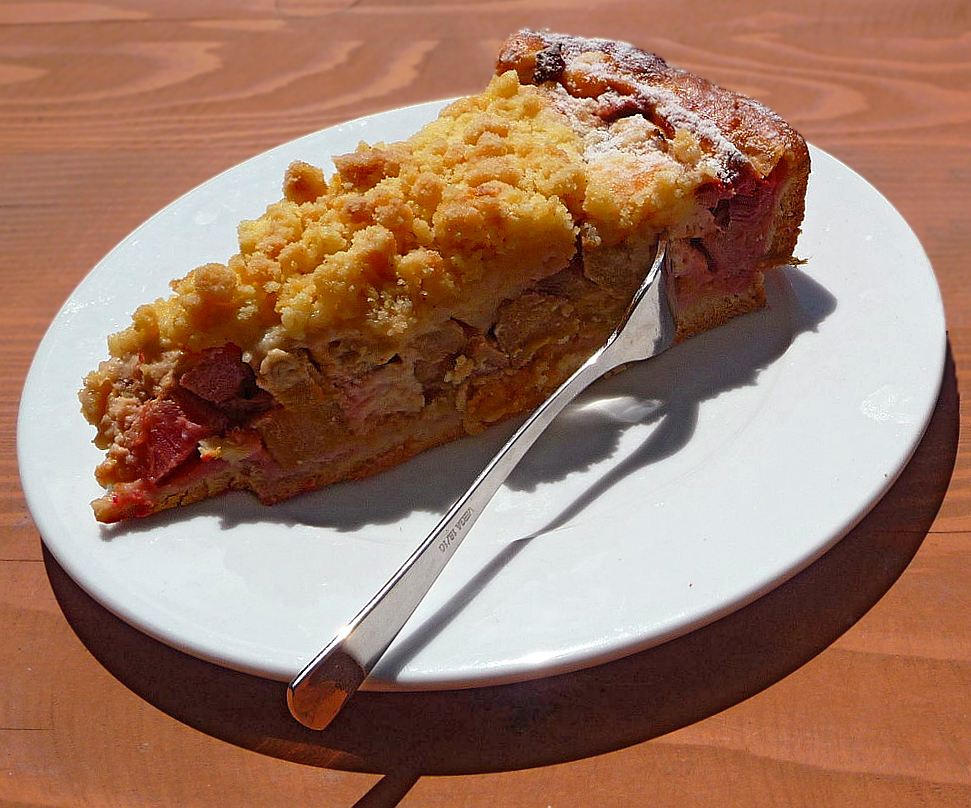
Rhabarberkuchen mit Streuseln

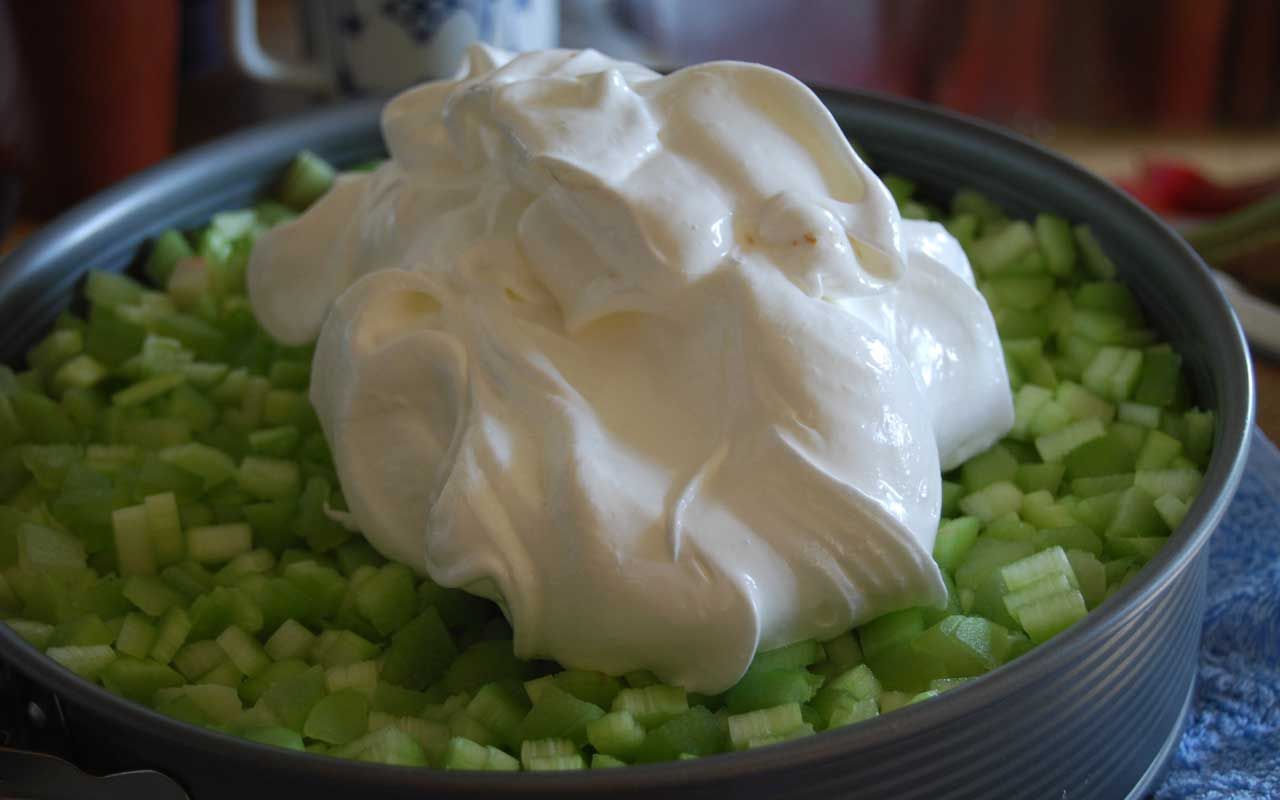
Rhabarber auf Kuchenteig mit Eischnee

Der Rhabarberkuchen ist eine süße Backware mit kleingeschnittenen Rhabarberstangen. Obwohl Rhabarber ein Stängelgemüse ist, wird er zum Obst bzw. Obsterzeugnis gezählt.
Häufig wird der Kuchen noch zusätzlich mit Streuseln oder Baiser überzogen. Der Teig kann ein Mürb- oder Hefeteig oder eine Sandmasse sein. Die Kuchenform ist variabel; Rhabarberkuchen werden sowohl auf dem Backblech als auch in der runden Backform gebacken. Weitere Abwandlungen sind Rhabarberkuchen mit Pudding-, Grieß-, Quark- oder Eierguss und die Zubereitung als Tarte.

## Geschichte

### Europa

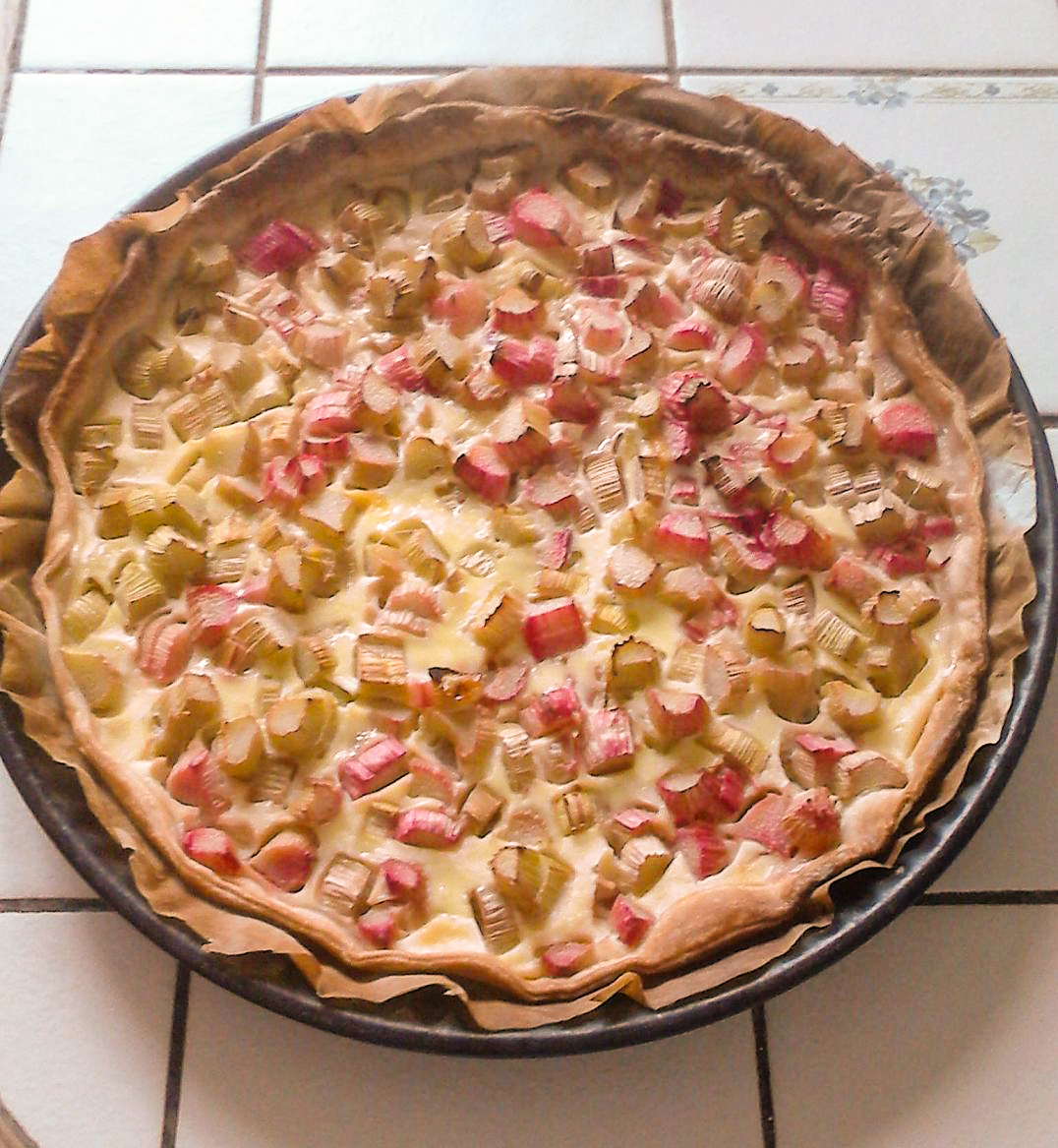
Rhabarbertarte in Frankreich

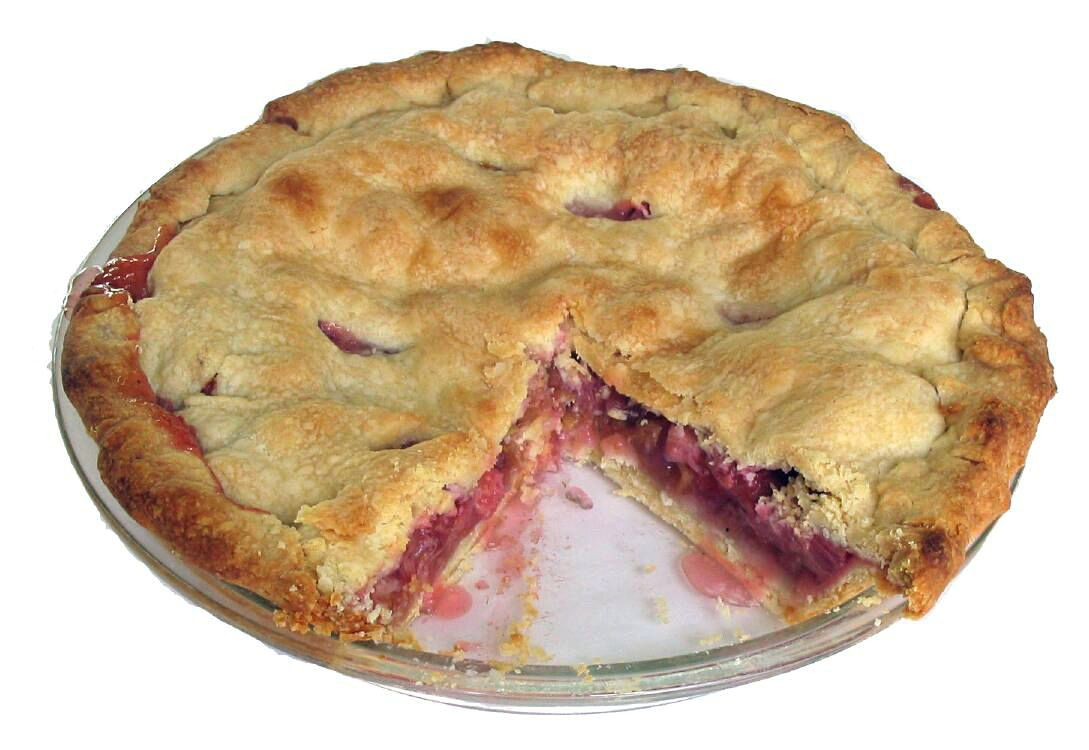
Englischer Rhubarb Pie

Ein „Siberian rhubarb pie“ mit Zucker und Zimt wird 1739 von Peter Collinson beschrieben. Im Londoner Gärtnerwörterbuch (englisch The gardeners dictionary) aus dem Jahr 1756 wird berichtet, dass die Stängel des sogenannten englischen Rhabarbers (lateinisch Lapathum orientale) für Tarten verwendet wurden.
In London wird 1777 in der dritten Ausgabe der Frauenzeitschrift The Lady’s Assistant for Regulating ein Rezept für rhubarb tarts (deutsch: Rhabarbertörtchen) präsentiert.
1788 erwähnt ein französisches Wörterbuch für Gärtner die Verwendung von Rhabarber für Tarten.
Obwohl schon 1794 im Neues Londner Kochbuch ein Rezept von Rhabarber-Törtchen deutschsprachig veröffentlicht wird, behauptet 1863 die Schrift Technisch-chemische Recepte: „Die Verwendung der Rhabarberpflanzen ist in Deutschland fast unbekannt. Und doch liefern ihre Blattstiele ein wahrhaft köstliches Compot, von ganz feinem der Ananas ähnlichem Geschmack, das sich zu Kuchen, Torten und Confituren ganz vorzüglich eignet.“
In London wurde 1816 in einem Kochbuch ein Rezept für „rhubarb-pye“ (englisch rhubarb-pie, eigentlich Rhabarber-Pastete) gedruckt. 1847 übertrug Johann Gottfried Flügel den Begriff Rhubarbpie ins Deutsche mit dem Wort Rhabarberkuchen, was aber in später erschienenen Lexika differenziert wurde.
Ab Mitte des 19. Jahrhunderts sind in deutschen Publikationen Rezepte für Rhabarberkuchen zu finden. Das von F. A. Brockhaus 1864 herausgegebene Illustrirte Haus- und Familien-Lexikon erwähnte nicht nur die Nutzung des Rhabarbers als Medizin und Compot, sondern beschreibt auch einen Rhabarberkuchen auf Blätterteigbasis. Der Blätterteig wird dabei sowohl für den Teigboden wie für einen Teigdeckel genutzt, so dass es sich eher um einen englischen Rhabarber-Pie, also eine Obst-Pie im Sinne einer Pastete handelt. Henriette Davidis (1801–1876) übernahm 1872 die englische Rezeptvariante in ihrem Praktischen Kochbuch und im Koch-Buch für die Deutschen in Amerika (1879) und bezeichnete es korrekt als Englische Pastete von Rhabarber.
In der ersten Ausgabe von „Synopsis der Naturreiche“ aus dem Jahr 1847 wird der Rhabarber nur als Medizinpflanze besprochen, in der zweiten Auflage von 1877 wird dann auch die Verwendung für Kuchen erwähnt.
Das in Straßburg 1884 erschienene Illustrirte Haushaltungs-Lexicon unterschied zwischen einem Rhabarberkuchen auf der Basis von Mürbeteig und mit Zucker und Zimt und einer Rhabarbertorte mit Blätterteig.
Das Leipziger Universal-Lexikon der Kochkunst stellte 1886 schließlich dem englischen Rhabarber-Pie einen Rhabarberkuchen auf der Basis von Mürbeteig und mit Zucker und Zimt sowie eine Rhabarbertorte mit Rhabarbermus und Mürbeteig gegenüber.

### Vereinigte Staaten
1770 wurde Rhabarber in Nordamerika als Medizin und nicht als Nahrungsmittel eingeführt. Ab 1829 wurden in amerikanischen Gärten Rhabarberpflanzen gezogen und für Marmeladen, Saucen und insbesondere Pasteten verwendet.
Rhabarber wurde von den Pennsylvaniadeutschen „Boigrout“ oder „pie-plant“ (also Pasteten-Gewächs bzw. Pasteten-Pflanze) genannt, der Begriff pie plant ist mittlerweile in den USA allgemein bekannt. Pennsylvaniadeutsche haben das englische Wort pie für Kuchen übernommen, woraus „boi“ wurde, wie in „Schnitzboi“ für Kuchen aus Dörräpfeln oder „Kearschboi“ für Kirschkuchen. Die Rhabarberpflanzen lieferten ihnen für Kuchen eine Füllung und die Wurzeln waren eine wertvolle Medizin.
1846 veröffentlichte Catharine Beecher in New York City ihr Kochbuch „Domestic Receipt-book“, wo auch ein Rhabarberkuchenrezept (engl. rhubarb pie) zu finden ist.